# Source Forts
SourceForts er en multiplayer capture the flag spilmodifikation til computerspillet Half-Life 2. To hold, rød og blå, laver forter ud af metal paneler for at beskytte deres flag, samtidig med at de forsøger at bryde ind i deres modspilleres fort for at vinde deres flag. Modifikationen blev frigivet i 2005.
I starten er man i "Build Mode" hvor man skal bygge fortet.
Derefter er man i "Combat Mode" hvor man skal beskytte og stjæle det andet holds flag.

## De forskellige hold
Der er 2 hold, de røde og de blå, og 5 karakterer at vælge imellem med hver deres egenskaber.
Engineer – Eneste figur med PhysGun i Combat phase. Kan fjerne modstanderens brikker, og ommøblere sine egne.
Soldier – Langsom, men gør op for det ved hans massive skade.
Scout – Bruges til at skabe forvirring og til at stjæle modstanderens flag.
Rocketeer – Forkert antaget bliver han desværre brugt til at dræbe med, men er derimod beregnet til at rocketjumpe og andre ting for at få modstanderens flag.
Sniper – Mest brugt til at stå i egen base og skyde fjender, eller fjendens vægge for at hjælpe de andre med at komme ind.